# أضواء تحذير الطائرات

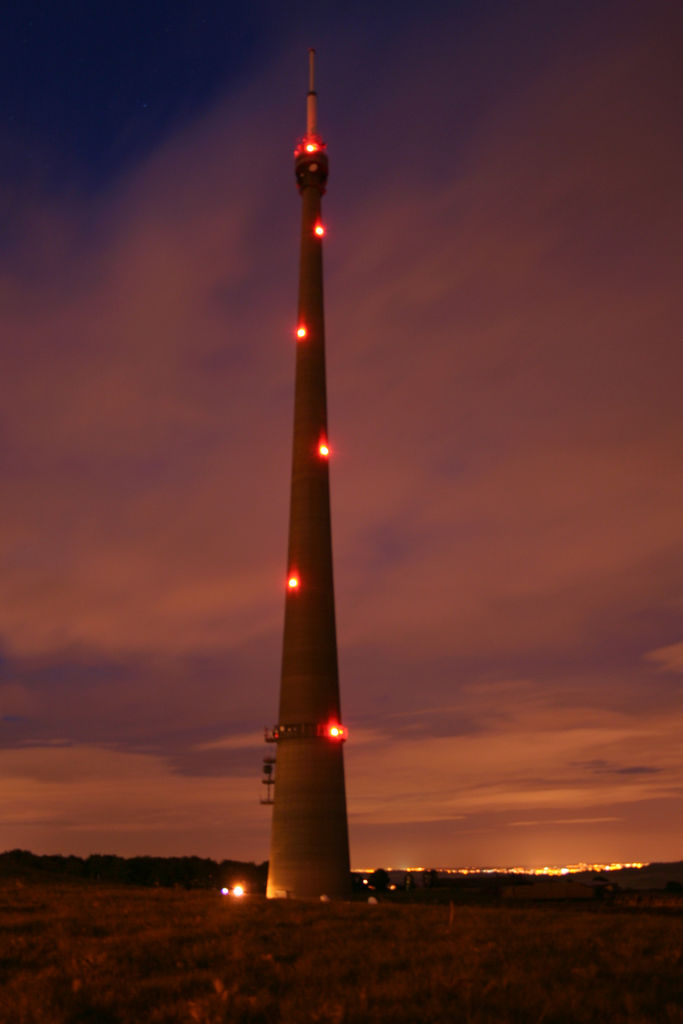
محطة إرسال إملي مور باستخدام منارة تحذير حمراء

إضاءة إعاقة الطيران (Aviation obstruction lighting) أو أضواء تحذير الطائرات (Aircraft warning lights)، تُستخدم لتعزيز رؤية الهياكل أو العوائق الثابتة التي قد تتعارض مع الملاحة الآمنة للطائرة. عادةً ما يتم تثبيت إضاءة العوائق على الأبراج والمباني وحتى الأسوار الموجودة في المناطق التي قد تعمل فيها الطائرات على ارتفاعات منخفضة. في مناطق معينة، يفرض بعض منظمي الطيران التركيب، والتشغيل، واللون، و / أو إخطار حالة الإضاءة المعوقة. لتحقيق أقصى قدر من الرؤية وتجنب الاصطدام، تستخدم أنظمة الإضاءة هذه عادةً واحدًا أو أكثر من أجهزة مصابيح ليد مصباح وامض (ستروب) القوية التي يمكن أن يراها الطيارون من على بعد أميال عديدة من العائق.

## أنواع المصباح
تأتي الأضواء بشكل عام في شكلين:

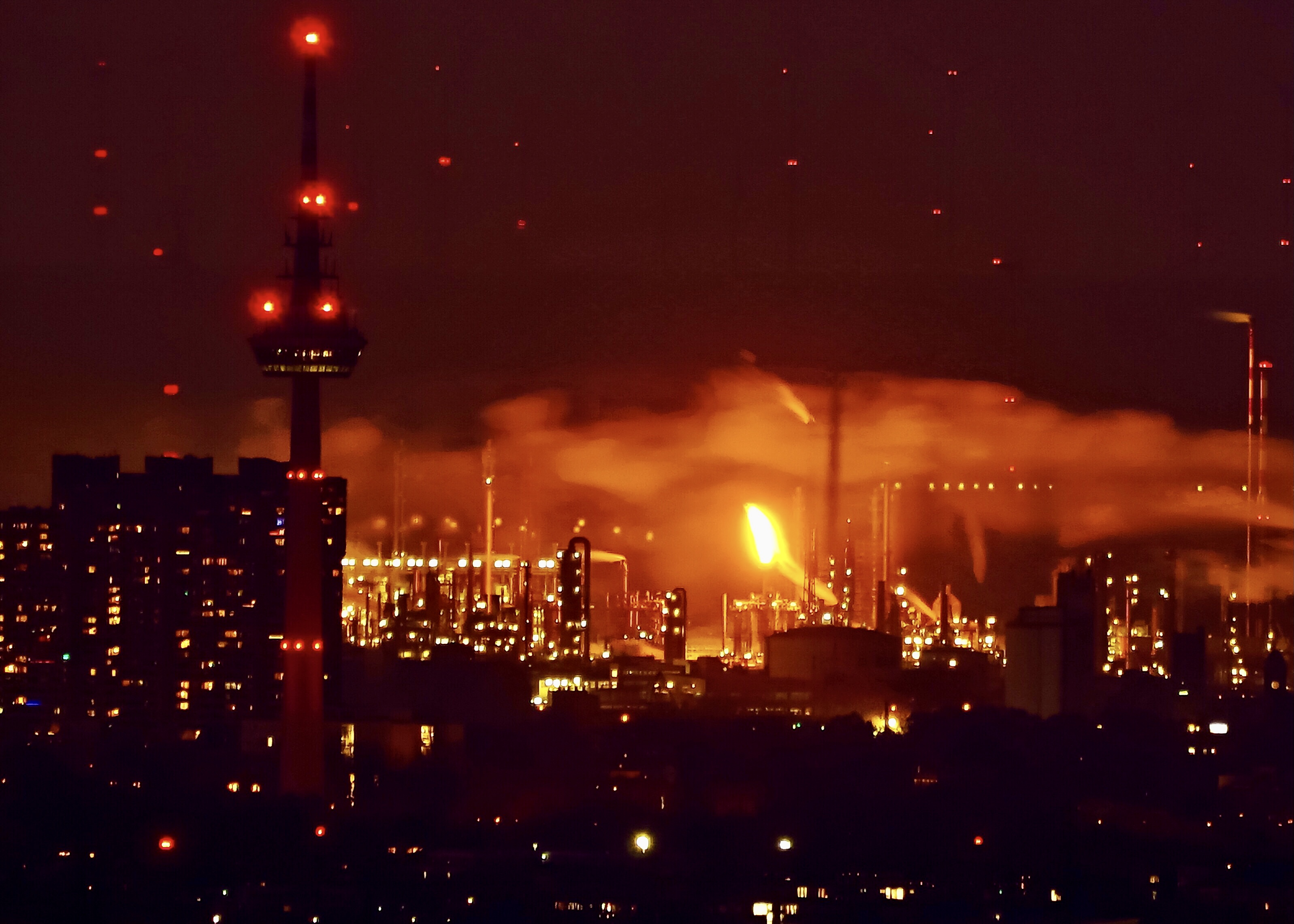
أضواء تحذير الطائرات في برج الاتصالات السلكية واللاسلكية في مانهايم، في الخلفية، ضوء الكشاف الساطع لجهاز تكسير البخار، في أضواء التحذير من المسافة من توربينات الرياح

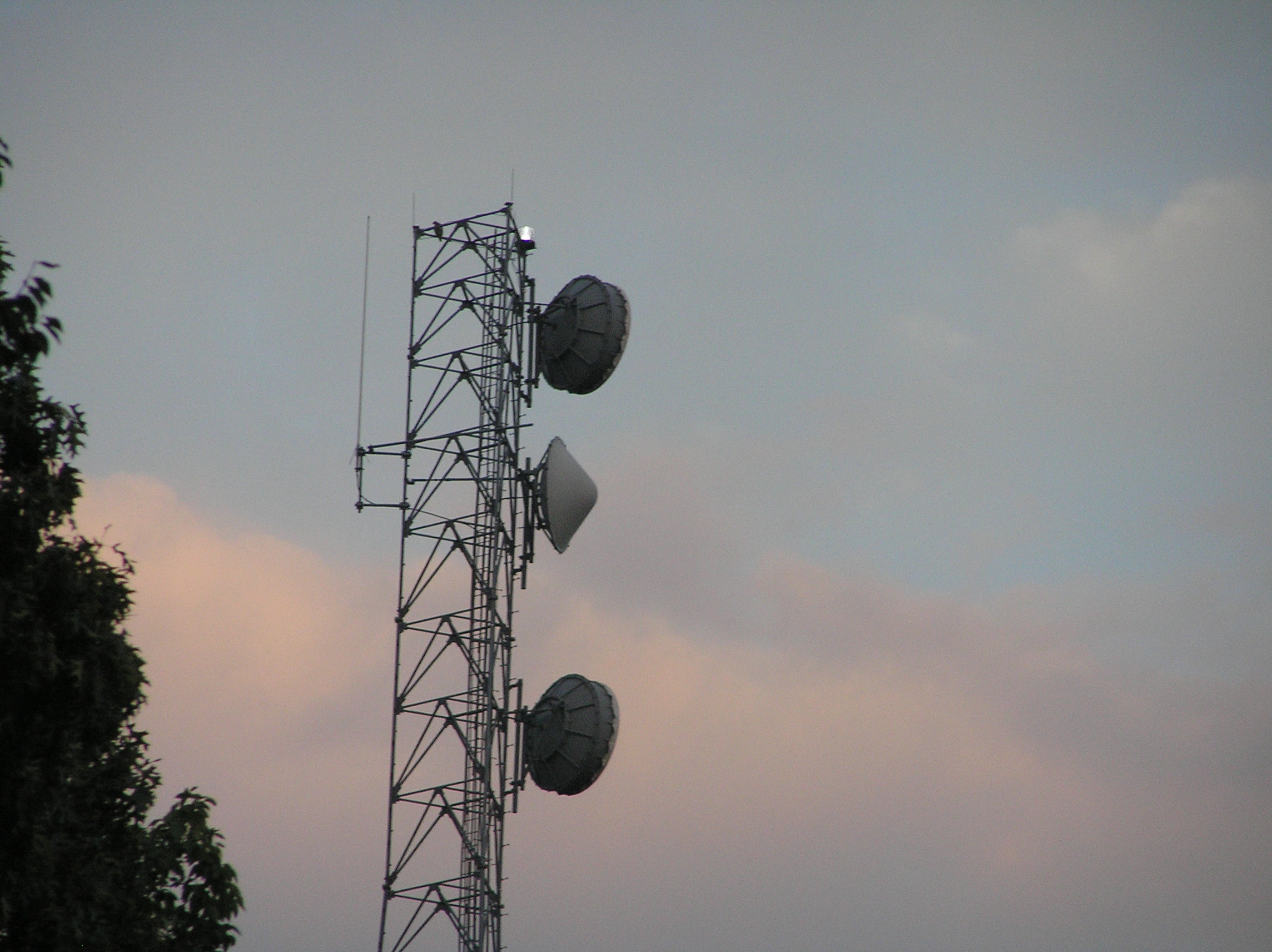
هيكل باستخدام "وامِض" (strobe) بيضاء

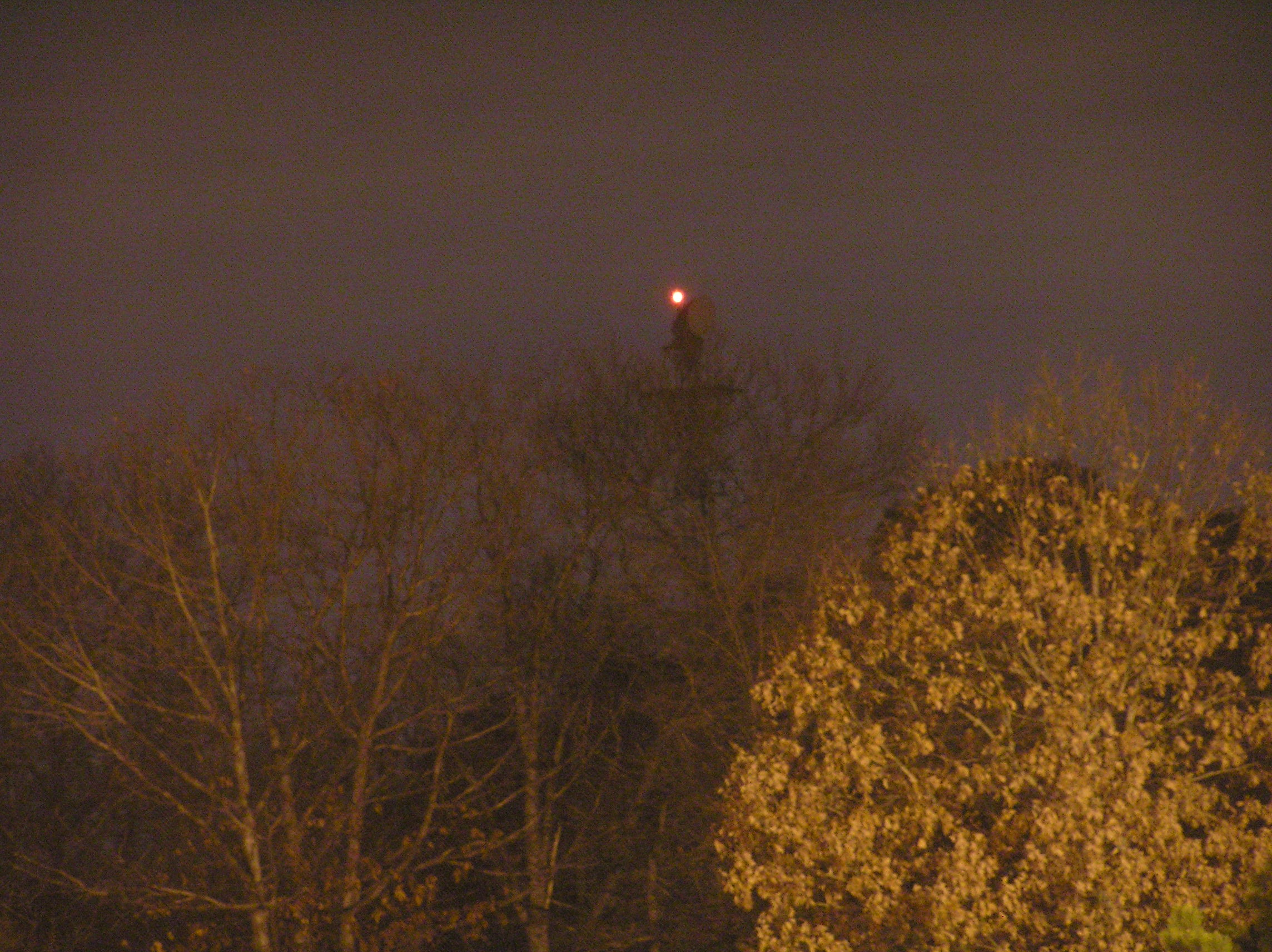
هيكل باستخدام الأحمر / الأبيض "وامِض" (strobe)

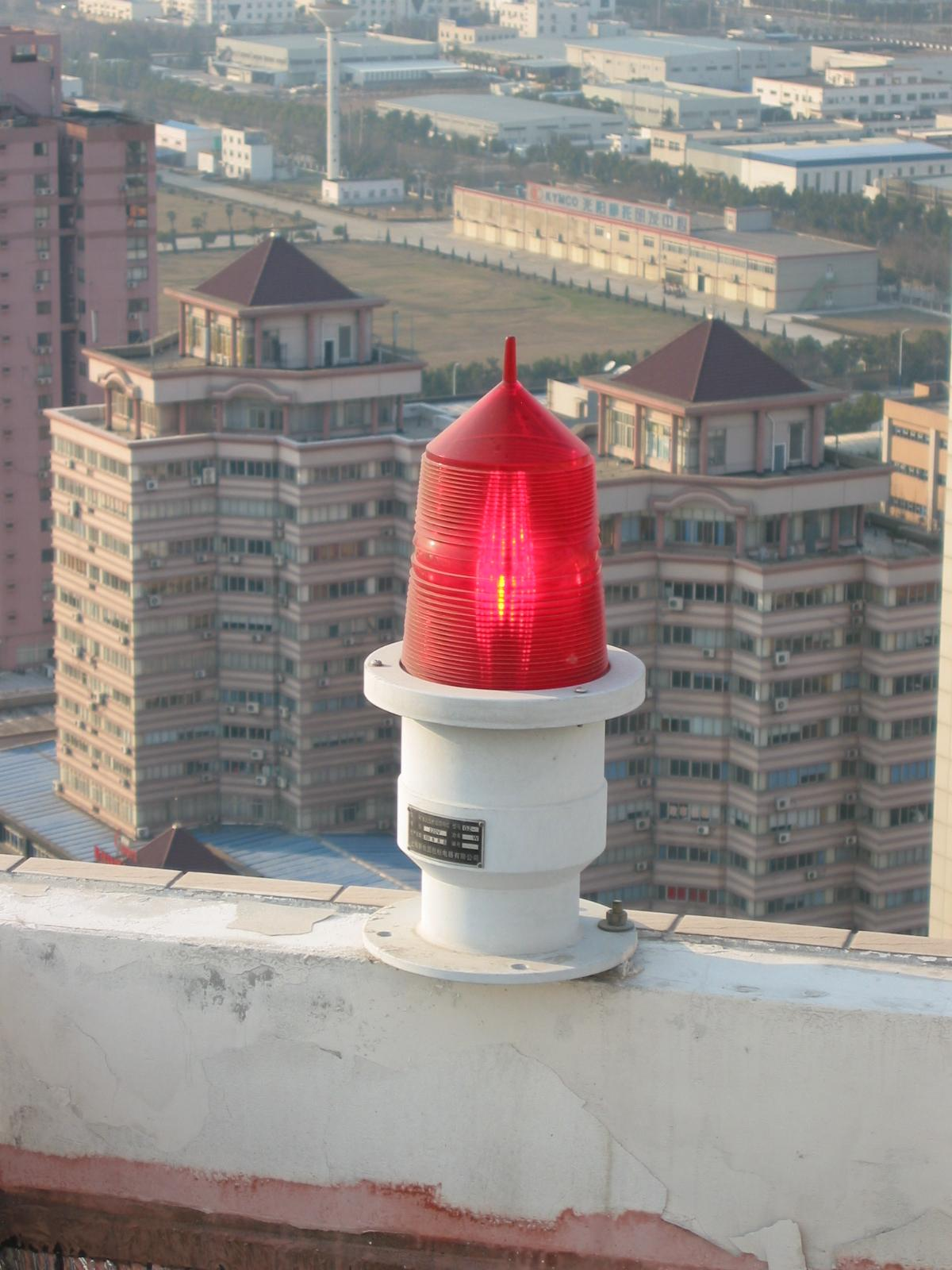
صورة مقربة لضوء تحذير للطائرة فوق أحد المرتفعات في مدينة تشانغتشو بالصين

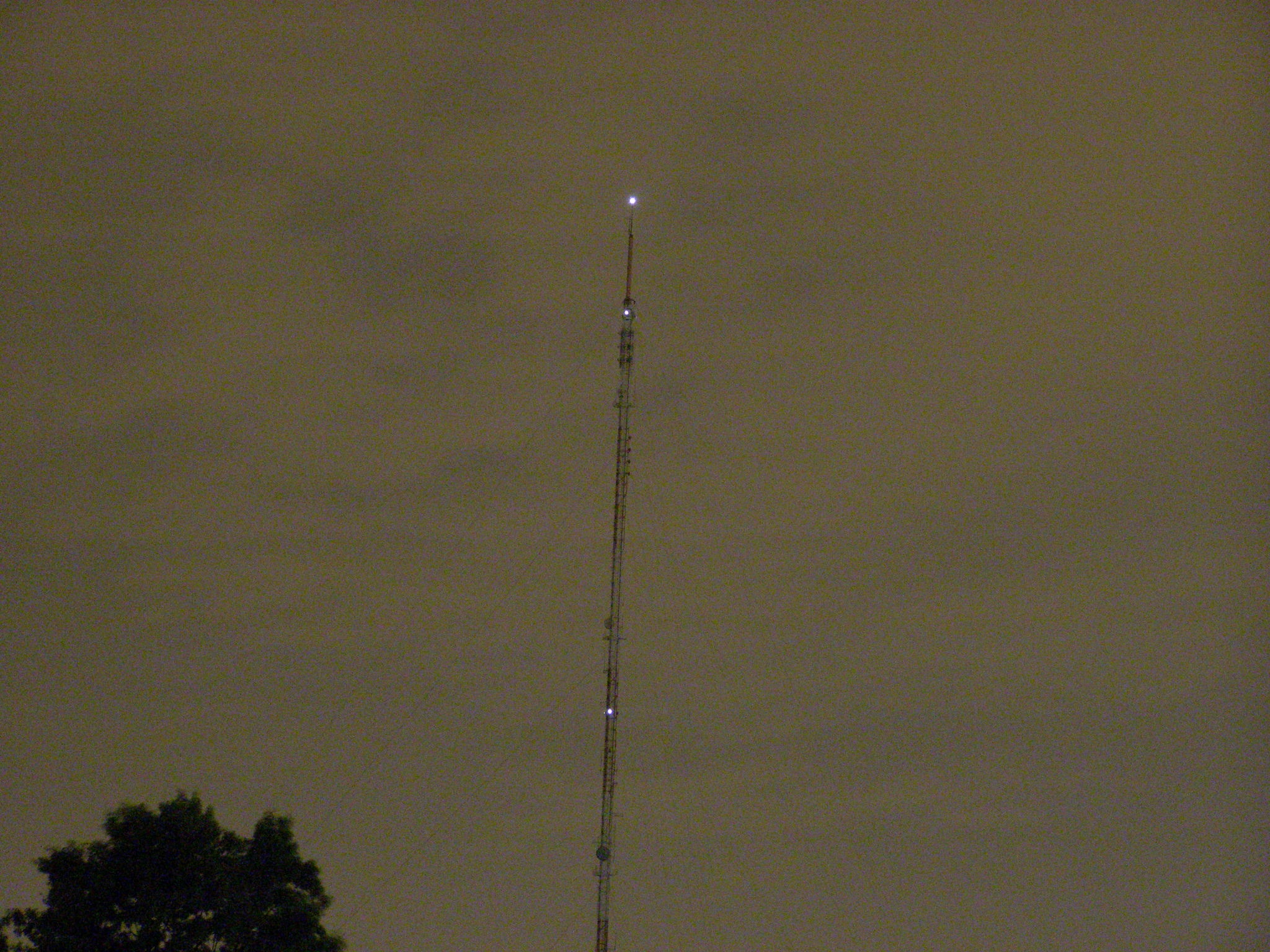
هيكل باستخدام أضواء بيضاء عالية الكثافة و"وامِض" (strobe) بيضاء متوسطة الكثافة

- المصابيح الحمراء إما مضاءة باستمرار أو وامضة، تضاء وتنطفئ ببطء في دورة من بضع ثوان.
- مصابيح فلاش زينون بيضاء.

كلا النوعين كانا قيد الاستخدام في المملكة المتحدة حتى وقت قريب. تنص اللوائح الجديدة على استخدام المصابيح الحمراء في الليل فقط. يتم التخلص التدريجي من فلاشات الزينون.
يوجد في الولايات المتحدة وكندا عدة أنواع من الأضواء:
- مصابيح الانسداد (مضاءة باستمرار).
- منارات حمراء / وامضات حمراء.
- أضواء بيضاء عالية الكثافة (وامِضة).
- الأضواء البيضاء متوسطة الشدة (وامِضة).

تقليديا، المصابيح الحمراء (أو منارات) تستخدم المصابيح المتوهجة. لتحسين العمر الافتراضي القصير جدًا بخلاف ذلك، فهي مصنوعة بتصميم متين ويتم تشغيلها بأقل من طاقة التشغيل العادية (تحت التشغيل). كان التطور الأخير هو استخدام صفائف من المصابيح الحمراء عالية الطاقة بدلاً من المصابيح المتوهجة، والتي لم تكن ممكنة إلا منذ تطوير مصابيح ليد ذات السطوع الكافي. تتميز المصابيح التي تعمل بتقنية ليد بعمر افتراضي أطول مقارنة بكثير من المصابيح المتوهجة، مما يقلل من تكاليف الصيانة ويزيد من الموثوقية. طورت العديد من الشركات المصنعة أيضًا مصابيح بيضاء متوسطة الكثافة تعتمد على تقنية ليد لتحل محل الزينون. بالرغم من أن ومضات الزينون أكثر إثارة للإعجاب من الناحية المرئية، إلا أنها تتطلب استبدالًا متكررًا وبالتالي أصبحت خيارًا أقل تفضيلًا. مع ظهور مصابيح ليد، لا تزال الومضات البيضاء مرغوبة إلى حد ما. 
من الشائع العثور على هياكل تستخدم ومضات زينون بيضاء / ومضات بيضاء أثناء النهار، وأضواء حمراء في الليل. من الشائع استخدام الأضواء الحمراء في المناطق الحضرية، حيث يسهل على الطيارين اكتشافها من الأعلى. يمكن أيضًا استخدام الومضات البيضاء (التي تومض على مدار الساعة) في المناطق الحضرية. يوصى بعدم استخدام الومضات البيضاء الوامضة في المناطق المكتظة بالسكان، حيث عادةً ما تندمج الأضواء مع إضاءة الخلفية في الليل، مما يجعل من الصعب على الطيارين تحديدها، مما يؤدي إلى تفاقم الخطر. بالإضافة إلى ذلك، سيشتكي السكان بالقرب من المبنى المضاء من التعدي على الضوء. في المناطق الريفية، يمكن أيضًا استخدام منارات / ومضات حمراء أثناء الليل. تُفضل المصابيح الوامضة البيضاء (في بعض الأحيان) لأنها تقلل من تكلفة الصيانة (أي لا توجد صيانة للطلاء، ولا توجد أضواء جانبية حمراء) ولا توجد أضواء خلفية يمكن أن تمتزج مع المصابيح الوامضة. 
هناك وامِض أبيض متوسط الكثافة وضوء أبيض عالي الكثافة. عادةً ما تُستخدم الومضات البيضاء متوسطة الكثافة في الهياكل التي يتراوح ارتفاعها بين 200 و 500 قدم (61-152.4 مترًا). إذا تم استخدام وامِض أبيض متوسط على هيكل أكبر من 500 قدم (152.4 متر)، فيجب طلاء الهيكل. يومض المصباح الأبيض المتوسط الشائع 40 مرة في الدقيقة، بكثافة 20000 شمعة للنهار / الشفق، و 2000 شمعة في الليل.
يُستخدم وامِض أبيض عالي الكثافة في الهياكل التي يزيد ارتفاعها عن 700 قدم (213.4 مترًا). توفر هذه الأضواء أعلى رؤية ليلا ونهارا. على عكس القوية المتوسطة، لا توفر القوية عالية الكثافة تغطية 360 درجة؛ هذا يتطلب استخدام ما لا يقل عن 3 ومضات عالية في كل مستوى. من ناحية أخرى، فإنه يقلل من تكاليف الصيانة (أي عدم وجود طلاء). إذا كان للهيكل هوائي في الجزء العلوي أكبر من 40 قدمًا، فيجب وضع ضوء «وامِض» أبيض متوسط الكثافة فوقه وليس تحته. يومض المصباح الأبيض المرتفع الشائع 40 مرة في الدقيقة، بكثافة 270.000 شمعة للنهار، و 20.000 شمعة عند الشفق، و 2000 شمعة في الليل.
الإضاءة المزدوجة (Dual lighting) هي نظام يتم فيه تجهيز الهيكل بأضواء بيضاء للاستخدام أثناء النهار، وأضواء حمراء للاستخدام الليلي. في المناطق الحضرية، هذه هي المفضلة بشكل عام لأنها عادة ما تستثني الهيكل من متطلبات الطلاء. تتمثل إحدى ميزات النظام المزدوج في أنه عند تعطل الأضواء الحمراء العلوية، تتحول الإضاءة إلى نظام الإضاءة الاحتياطي، والذي يستخدم المصابيح الوامضة البيضاء (في شدة الليل) ليلاً. في الولايات المتحدة وكندا، يتم ببطء سحب المنارات المتوهجة الحمراء من الخدمة واستبدالها بأضواء حمراء أو مصابيح ليد حمراء.
بالنسبة لخطوط الطاقة عالية الجهد، تيم تجهيزها بوامضات بيضاء تومِض 60 مرة في الدقيقة، باستخدام نفس الشدة كما هو مذكور أعلاه. على عكس الوامضات البيضاء الشائعة، يتم تحديد هذه الوامضات بحيث تومض بالتناوب ولا تومض في وقت واحد. تلزم إدارة الطيران الفيدرالية (FAA) بأن يكون نمط الوميض (الفلاش) بالترتيب من المنتصف ثم العلوي ثم السفلي لتوفير «إشارة فريدة يجب أن يفسرها الطيارون على أنها تحذير من وجود أسلاك سلسة بالقرب من الأضواء.»

### أبراج النقل
في أبراج النقل الكهربائي، يمكن تنشيط الأضواء إما من المجال الكهربائي المحيط بالموصل النشط، أو المجال المغناطيسي الناتج عن التيار عبر الموصل. يستفيد الأسلوب الأول من تدرج الجهد الكهربائي العالي حول الموصلات. يعتمد النهج الثاني على قانون فاراداي للحث الذي يتضمن تدفقًا مغناطيسيًا يتدفق عبر دائرة تعمل على تنشيط ضوء التحذير.

## الاستخدام وتحديد المواقع

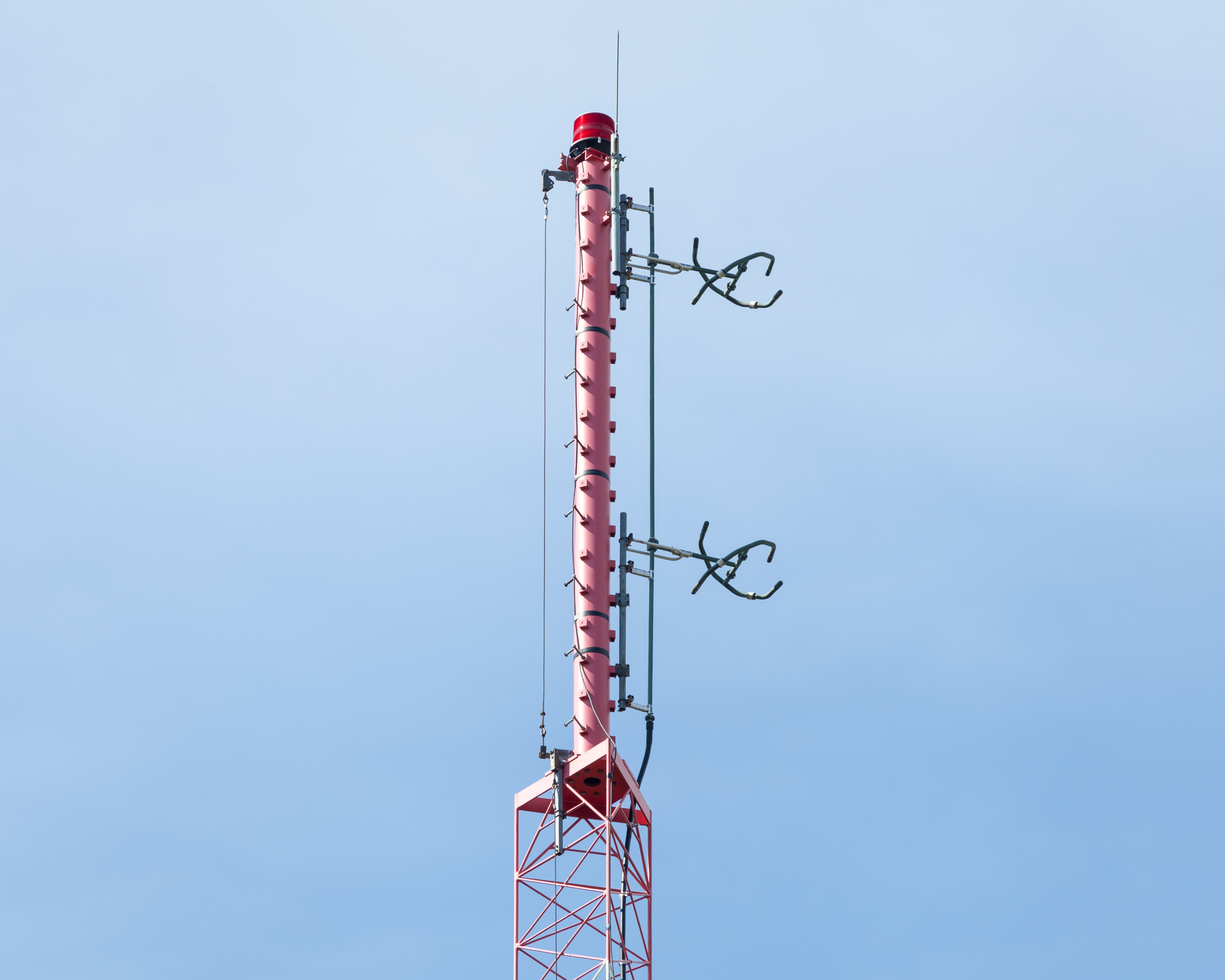
ضوء تحذير على أعلى هوائي WRLF FM

يمكن العثور على هذه الأضواء بشكل عام متصلة بأي هيكل طويل مثل صواري وأبراج البث وخزانات المياه الموجودة على ارتفاعات عالية وأبراج الكهرباء والمداخن والمباني الشاهقة والرافعات وتوربينات الرياح. قد تتطلب الهياكل الأقصر القريبة من المطارات إضاءة أيضًا؛ مثال على ذلك هو لوحة النتائج الجنوبية في ملعب لامبو فيلد فيغرين باي بولاية ويسكونسن التي تم بناؤها في عام 2013، وهي أطول مبنى في المنطقة العامة القريبة من مطار أوستن شتراوبيل الدولي. تضع منظمة الطيران المدني الدولي (إيكاو) معايير، يتم تبنيها عادة في جميع أنحاء العالم، لأداء وخصائص مصابيح الإنذار في مجال الطيران.
عادة ما يتم ترتيب الأضواء في مجموعات من اثنين أو أكثر حول الهيكل على ارتفاعات محددة على البرج. في كثير من الأحيان سيكون هناك مجموعة في الجزء العلوي، ثم مجموعة واحدة أو أكثر متباعدة بشكل متساوٍ أسفل الهيكل. يحتوي صاري بلمونت في المملكة المتحدة على تسع مجموعات من المصابيح الحمراء موزعة بالتساوي على طول الارتفاع الكامل للصاري.

### مصابيح علامات الموصلات

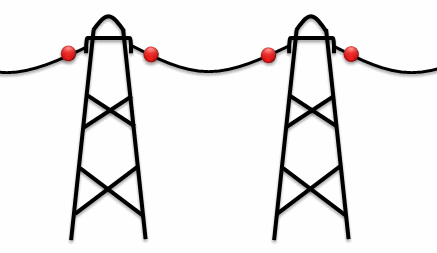
مصابيح علامات الموصلات لتحذير الطائرات

تُستخدم مصابيح علامات الموصلات أحيانًا (جنبًا إلى جنب مع علامات الأسلاك العلوية) لجعل خطوط الطاقة العلوية أكثر وضوحًا. نظرًا لأن خطوط الكهرباء غالبًا ما يتم تعليقها بين صواري متباعدة على نطاق واسع، فإنها تشكل خطرًا كبيرًا بشكل خاص على الطائرات التي تحلق على ارتفاع منخفض. يتمثل أحد الحلول البسيطة والفعالة من حيث التكلفة لهذه المشكلة في تثبيت مصابيح علامات مباشرة على الأسلاك والموصلات، ولكن هناك صعوبات فنية كبيرة لاستخراج الطاقة منخفضة التكلفة من نظام التوزيع الذي يحمل فولتية عالية وتيار متردد واسع النطاق.

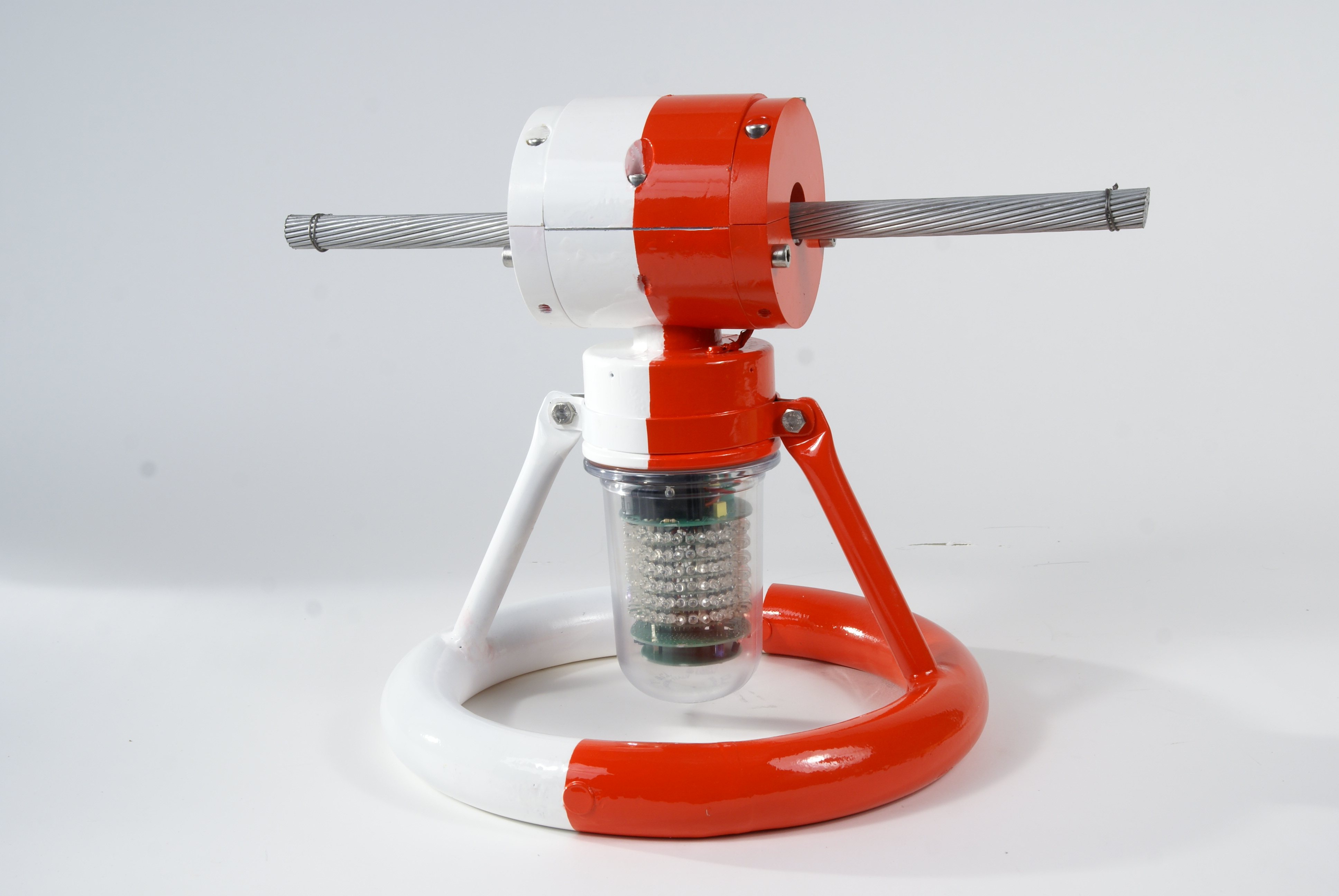
مثال على منارة تعمل بالطاقة المغناطيسية تعتمد على ملفاف روقوفسكي (على غرار محول التيار). عادة ما يكون هذا الحل مخصصًا لخطوط الجهد المتوسط والعالي حتى 440 كيلو فول، ولكن أجهزة التوصيل الاستقرائي قادرة على العمل على أي تيار متردد عند 50 هرتز أو 60 هرتز، من 15 حتى 2000 أمبير.

يجب أن يكون ضوء التحذير المثالي قادرًا على تشغيل نفسه أثناء تثبيته بسلك واحد من الخط. قد يتم تشغيل الأضواء إما من المجال الكهربائي المحيط بالسلك النشط، أو المجال المغناطيسي الناتج عن التيار عبر السلك. يستفيد النهج الأول من تدرج الجهد الكهربائي العالي بين الموصلات، ولكن يلزم وجود اقتران سعوي قوي بما يكفي للسماح باستخراج بالسعة من الطاقة المطلوبة من ضوء التحذير. هذا يعني أنه يجب تعليق الموصلات الطويلة بالتوازي مع الخط باستخدام عوازل زجاجية / خزفية: في الواقع، هناك حاجة إلى عدة أمتار من الموصل المعلق بشكل عام، ويتناسب الطول الإجمالي عكسياً مع جهد الخط. يعتمد الأسلوب الثاني على قانون فاراداي للحث الذي يتضمن تدفقًا مغناطيسيًا يتدفق عبر دائرة تعمل على تشغيل ضوء التحذير.

## أضواء تحذير الطائرات غير القياسية

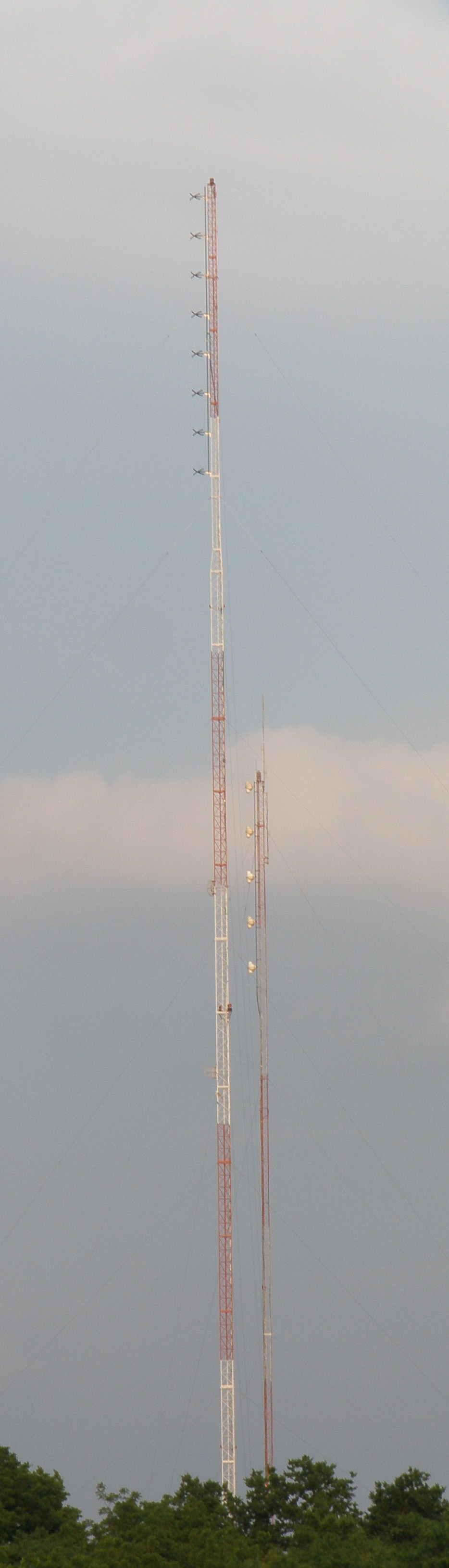
يبلغ ارتفاع برج الهوائي 446 قدمًا (136 قدمًا م) في سبرينغفيلد ، ميزوري مع طلاءها التحذيري الأحمر والأبيض للطائرات مرئي بوضوح في غروب الشمس.

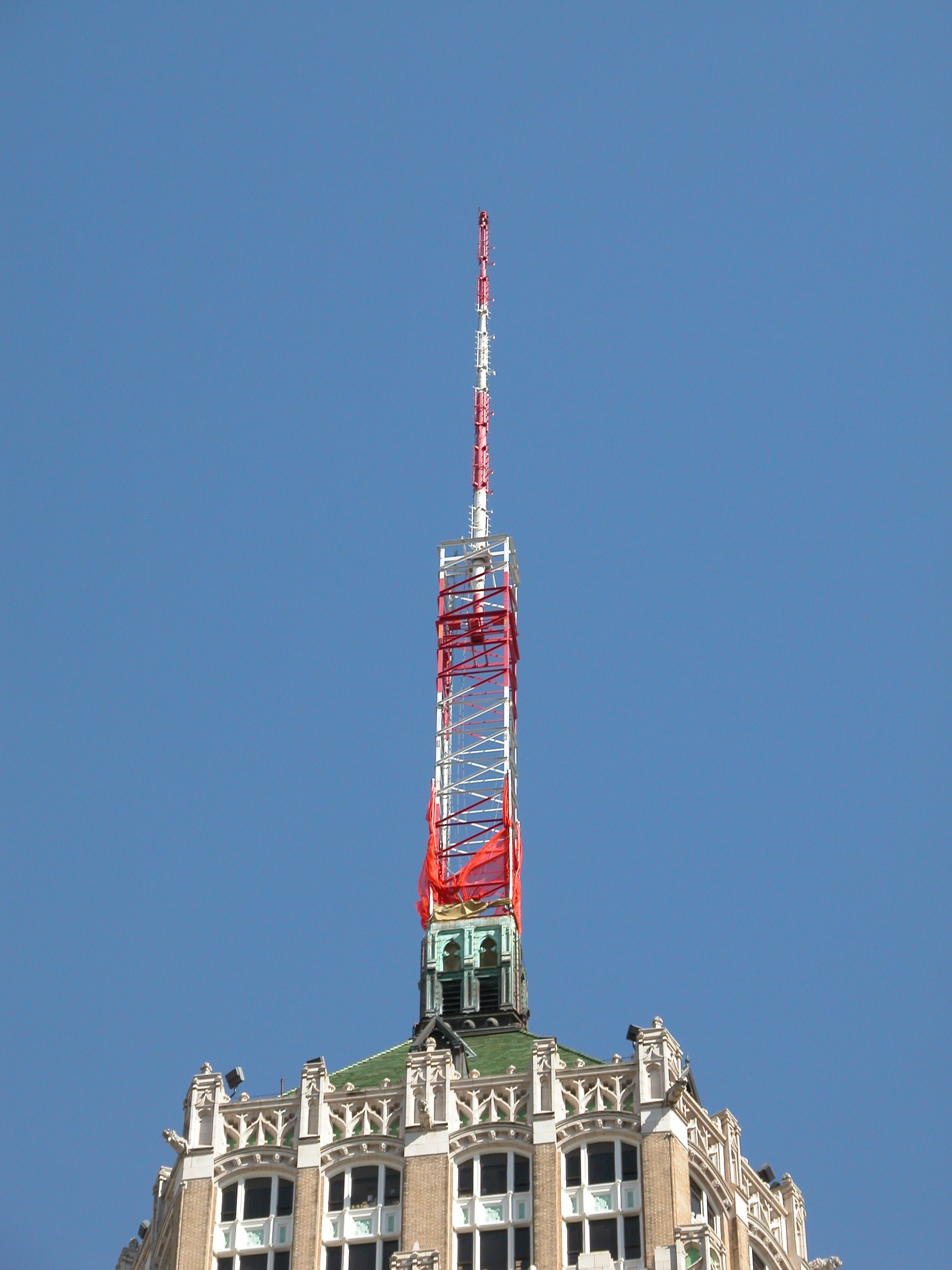
برج هوائي بأرتفاع 146 قدم (44.501 م) في سان أنطونيو، تكساس مع طلاء تحذير باللونين الأحمر والأبيض للطائرات مرئي بوضوح في غروب الشمس.

في بعض الهياكل العالية، تم تركيب أو يتم تركيب أضواء تحذير للطائرات غير قياسية.
- صاري دويتشلاندندر هرتسبرغ / إلستر لم يتم تركيب مصابيح تحذير للطائرة. وبدلاً من ذلك، أضاءت بواسطة شعاع السحاب المركب على صواري صغيرة بالقرب من البرج. تم اختيار هذه الطريقة لأن الصاري كان عبارة عن مشعاع صاري معزول ضد الأرض ولتغذية المصابيح على الصاري وإلا ستكون هناك حاجة إلى أجهزة خاصة مثل محولات أوستن.
- يحمل برج تلفزيون شتوتغارت مجموعة إضاءة دوارة مثبتة فوقها، مثل المستخدمة في المنارات. كانت تسمى هذه الأضواء الدوارة بالمنارات الجوية في عالم الطيران الأوروبي ومنارات مجرى الهواء في طيران الولايات المتحدة. تم استخدام هذه المصابيح أيضًا في أبراج أخرى وفوق الجبال في الأيام الأولى من الطيران حتى نهاية الخمسينيات من القرن الماضي.
- تقع آخر منارة جوية تشغيلية في المملكة المتحدة على قمة القبة فوق القاعة الرئيسية لكلية كرانويل للقوات الجوية في سلاح الجو في كرانويل.
- في إسبانيا، لا يوجد سوى 12 مصباحًا دوارًا أو منارة جوية قيد الاستخدام. وجميعها فوق أبراج عالية جدًا في القواعد الجوية العسكرية.
- يوجد في بلوزينبيرتورم في بيرومونستر أيضًا منارة جوية أو مصباح دوار فوق المقصورة. على عكس برج التلفزيون في شتوتغارت، فهو أقل سطوعًا ويعمل عند الفجر فقط.
- في الولايات المتحدة لا تزال المنارات الجوية مستخدمة فوق جبال مونتانا.
- برج إيفل في باريس، كان يحتوي على منارة جوية بين عامي 1947 و 1970، عندما قدرت هيئة الطيران الفرنسية أنه لم تعد هناك حاجة للمساعدة في الملاحة الجوية، وبدلاً من ذلك وضعت مصابيح التحذير القياسية أعلى البرج. في عام 2000 تقرر إلغاء تركيب مصابيح التحذير وإعادة تركيب منارة جوية يمكن رؤيتها بالطائرات من مسافة 80 كم عن البرج.
- في فنلندا، لا تزال المنارة الجوية التي شيدتها سلطات الطيران في هلسنكي عام 1929 على قمة كنيسة سومينلينا.
- تحتوي الصواري الرئيسية لجهاز الإرسال اللاسلكي Mühlacker وKonstantynów Radio Mast أيضًا على مصابيح تحذير للطائرات في القواعد الخارجية لأذرع التثبيت.
- تستخدم أحيانًا أضواء وسم الموصلات وباليسور (Balisors) لتمييز خطوط الكهرباء.
- يسمح نظام تجنب اصطدام العوائق بالأضواء القياسية بالبقاء مطفأة حتى تصبح الطائرة ضمن نصف قطر معين، مما يسمح بانخفاض كبير في التلوث الضوئي. يوفر نظام «أوكاس» (OCAS) أيضًا تحذيرات صوتية.

## طلاء تحذير الطائرات
تتطلب قوانين الطيران أيضًا طلاء الأبراج والصواري بخطوط متساوية الطول من الطلاء البرتقالي الدولي والأبيض الدولي بطولها لتحسين الرؤية أثناء النهار. عادة ما يكون مخطط الطلاء هذا مطلوبًا على الأبراج التي يزيد ارتفاعها عن 200 قدم، ولكن قد يختلف من ولاية إلى أخرى وبالقرب من المطارات دوليًا. نظرًا لأن تطبيق مخطط الطلاء هذا مكلف، غالبًا ما يتم بناء أبراج الهوائيات والصواري على ارتفاعات أقل بقليل من مستوى المتطلبات. غالبًا ما تحتوي أبراج الهوائيات والصواري أيضًا على ميزات تحذير أخرى للطائرات تقع على مسافات متساوية على طول ارتفاعها وعلى قممها. قد تشمل هذه المصابيح القوية القوية أو مصابيح ليد إما باللون الأحمر أو الأبيض أو كلاهما بنمط بديل. في مثل هذه الحالة، يتم استخدام اللون الأحمر في الليل، بينما يتم استخدام اللون الأبيض عادةً خلال ساعات النهار.

## تأثير بيئي
تساهم الأضواء التحذيرية على الأبراج والمباني الأرضية في التلوث الضوئي وقتل الطيور على حدٍ سواء. 